# Florio
La familia Florio fue una importante familia empresarial italiana que inició muchas actividades lucrativas en Sicilia relacionadas con la exportación de productos sicilianos (como el vino Marsala) en el siglo XIX, redimiendo de alguna manera a Sicilia de la inmovilidad feudal,  al iniciar su industrialización económica. La familia extendió sus intereses al transporte marítimo, la construcción naval, la pesca, la minería, la metalurgia y la cerámica. La dinastía económica Florio fue una de las tres familias italianas más ricas de finales del siglo XIX. En el apogeo de su imperio empresarial, se dice que unas 16.000 personas dependían de la familia, y la prensa a veces se refería a Palermo como "Floriopolis".

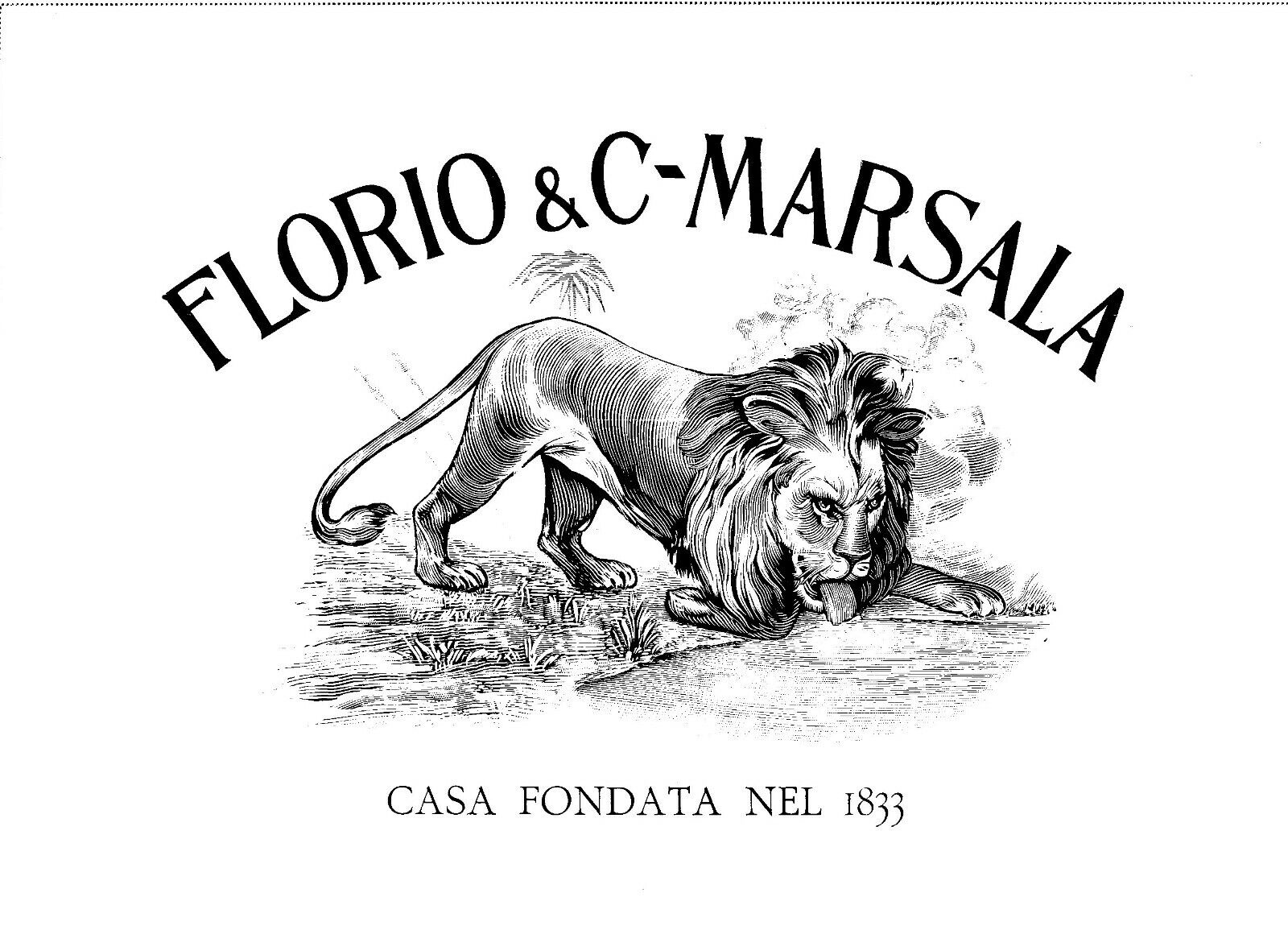
Símbolo de las empresas de la familia Florio: un león febril bebiendo agua de un manantial.

## Ascenso y declive

### Primera generación: El comienzo
La familia Florio es originaria de Bagnara, una ciudad de la provincia de Calabria. Paolo Florio (1772-1807) no vio futuro en su ciudad natal después de un terremoto en 1783 y se fue a fines de 1799 con su esposa Giuseppina Saffiotti, su hijo de pocos meses Vincenzo y el hermano de Paolo, Ignazio (1776-1828), a Palermo, donde abrió una tienda de venta de hierbas medicinales, especias y quinina. Esta última era entonces el único remedio para la malaria, una enfermedad endémica en la isla todavía. La tienda se convirtió en un éxito gracias a la quinina pura que suministraban. Cuando Paolo murió en 1807, Ignazio continuó con el negocio y se hizo cargo de la educación de Vincenzo. El legado financiero de Vincenzo y su tío se triplicó en la década comprendida entre 1807 y 1817. Ignazio, que no tuvo hijos, murió en 1829 y dejó todos sus bienes al hijo de Paolo, su sobrino Vincenzo Florio Sr. (1799-1868). 

### Segunda generación: Expansión
Vincenzo Florio Sr. inmediatamente marcó un ritmo mucho más rápido en el negocio familiar, ampliando considerablemente el alcance de sus actividades mucho más allá de la farmacia y la tienda de especias. Dio impulso a los negocios familiares ampliando a la pesca del atún y su elaboración en conserva en Palermo con una fábrica pionera. En 1832 fundó una bodega de vino Marsala y, en 1841, la fundición Oretea. Como armador promovió el desarrollo de las comunicaciones marítimas con el continente, construyendo numerosos barcos de vapor. 
Florio también invirtió en el comercio de azufre, principalmente hacia el Imperio Británico. En 1840, junto con los empresarios británicos Benjamin Ingham –también dedicado a las bodegas de Marsala– y Agostino Porry, fundó en Palermo la Anglo-Sicilian Sulfur Company Limited, para la producción y comercialización de ácido sulfúrico y derivados del azufre. En 1841 fundó la fundición Oretea. Su perspicacia para los negocios era tal que se convirtió en el intermediario para la ciudad de Palermo del banco de la familia Rothschild y como fundador del Banco Florio, él mismo se convirtió en un renombrado banquero en Palermo y Sicilia para muchas familias aristocráticas y la clase media alta.

### Tercera generación: Consolidación
Su hijo Ignazio Florio Sr. (1838-1891) desarrolló considerablemente todas las industrias fundadas por su padre; tras la muerte de este, en 1868, resolvió los problemas relacionados con la división de la herencia que podrían haber desembocado en la liquidación de la floreciente empresa. En 1874 compró la isla de Favignana y todo el archipiélago de las Islas Egadas para ampliar el negocio del atún.
Con la fusión de la flota Florio con la Navigazione Generale Italiana cuando The New York Times describió a los Florio como los "príncipes mercaderes de Europa", la familia pasó a formar parte de la estrecha élite de los grandes empresarios italianos e integrarse en la cima de la alta sociedad internacional, como un punto de referencia en Palermo no solo para la alta aristocracia, sino también para los gobernantes que visitaban cada vez más la próspera ciudad a finales del siglo XIX. 

### Cuarta generación: decadencia
A su muerte en 1891, Ignazio Sr. dejó a sus dos hijos, Ignazio Florio Jr. y Vincenzo Florio, bienes valorados en alrededor de 100 millones de liras. El hijo mayor, Ignazio Jr., sucedió a su padre en la dirección del negocio familiar. Actuó como mecenas de las artes en Palermo, financiando y supervisando el desarrollo de diversos proyectos y haciendo de la ciudad siciliana un importante punto de encuentro para la élite internacional de la época. Su esposa, Francesca Paola Jacona della Motta dei baroni di San Giuliano, fue conocida como la "Reina de Palermo", ya que se convirtió en una destacada protagonista de la Belle Époque como anfitriona en Palermo. 
Sin embargo, con el inicio del siglo XX, cuando la competencia internacional aumentó y la importancia económica del país se trasladó al norte de Italia, a las ciudades de Milán, Turín y Génova, la familia tuvo que hacer frente a una realidad económica cada vez más deteriorada que desembocó en quiebras y cierres de actividad. A pesar de las crecientes dificultades económicas, los Florio mantuvieron su costoso estilo de vida. Tras la venta de Villa Florio all'Olivuzza en 1924, la familia se trasladó a Roma. Entre 1925 y 1935 el colapso económico privó a Ignazio Jr. de todos sus bienes. En 1935 las fabulosas joyas de Donna Franca, así como sus muebles y bienes inmuebles, fueron subastados en Palermo.
Con la generación de los hijos de Ignazio Jr., el tercer Ignazio y Vincenzo, la Casa de Florio alcanzó la cima de la fama y el prestigio, pero también el comienzo de un dramático declive. Desde los momentos culminantes de la Belle Époque, con los esplendores de la familia y los triunfos sociales de la bella esposa de Ignacio, la mítica Franca Florio, cantada por los poetas e inmortalizada por los artistas más prestigiosos de la época, a los mínimos de la quiebra del inmenso imperio económico de la familia, que entre recuperaciones y recaídas se iría desgastando lentamente entre 1908 y 1935, dejándolos finalmente en la más miserable y dolorosa miseria. 

El ascenso y decadencia de la familia Florio se menciona como un buen ejemplo del síndrome de Buddenbrook, en referencia a la novela Los Buddenbrook del autor alemán Thomas Mann, Premio Nobel de Literatura de 1929, publicada en 1901. Los historiadores empresariales utilizan el síndrome de Buddenbrook para explicar la incapacidad de una dinastía empresarial familiar de sobrevivir más allá de la tercera generación:
"La primera generación de propietarios supuestamente posee el carácter pionero, luchando por el dinero y creando un negocio exitoso. La segunda generación, se alega, se esfuerza por fortalecer la empresa y aumentar su reconocimiento y prestigio social. La tercera generación a veces carece de dedicación a la gestión del negocio familiar, prefiriendo el ocio y las actividades no productivas".

## Los negocios de los Florio

### Bodega Florio
Fundada en Marsala en 1832 por Vincenzo Florio Sr., la bodega Florio (Cantine Florio) ha producido continuamente vino Marsala desde entonces.  Florio se convirtió en el primer productor italiano de vino Marsala. Su bodega se encontraba entre las de John Woodhouse y Benjamin Ingham (1784-1861), los pioneros británicos originales en el comercio del vino Marsala. Construyó espléndidas bodegas en la toba de la ciudad para producir y conservar el vino. La bodega lleva el emblema familiar de un león febril bebiendo en un manantial, en alusión a la quinina que inició su fortuna.

### Pesca del atún

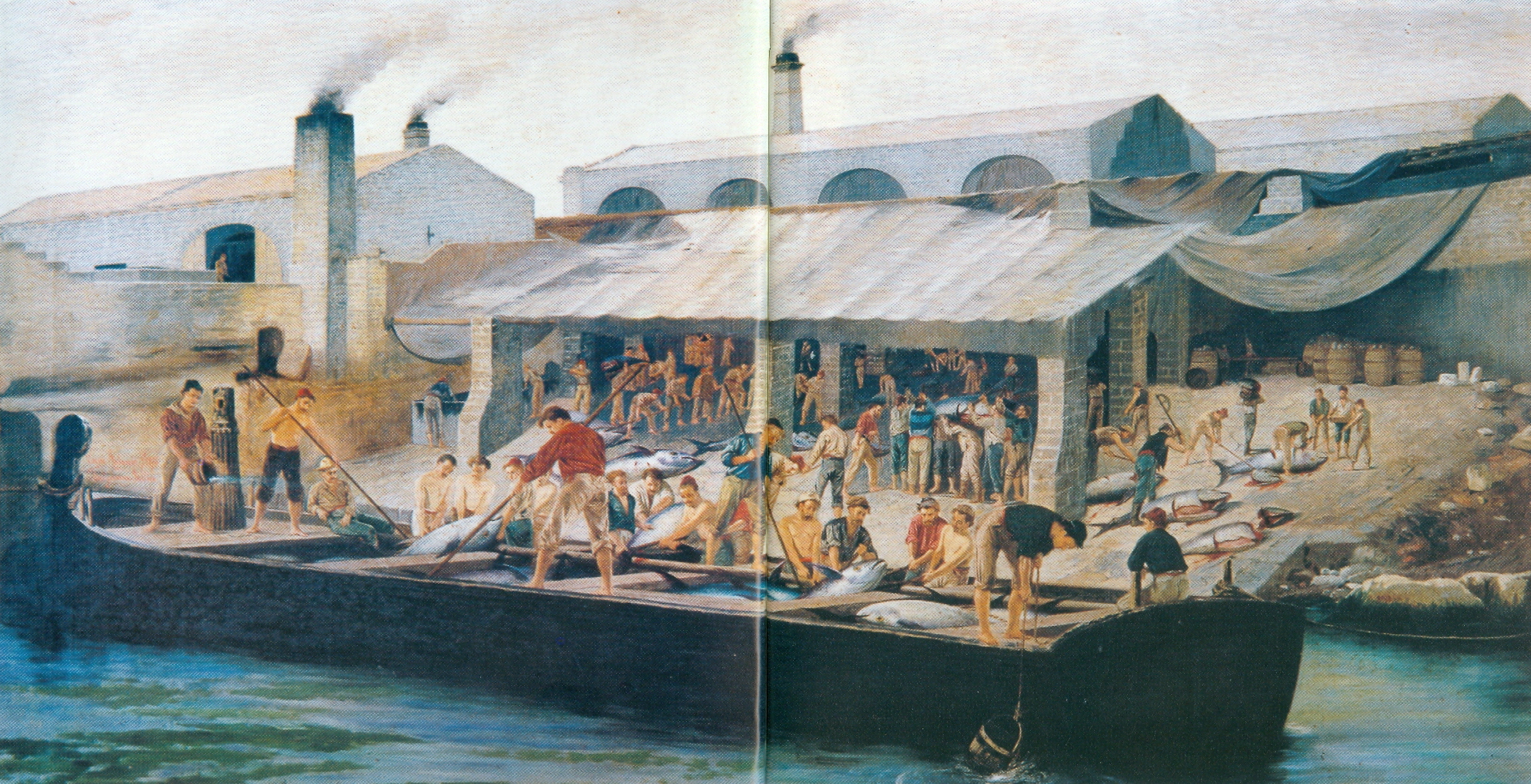
La Tonnara di Favignana (1876), de Antonio Varni.

Vincenzo Sr. fue pionero en la pesca del atún y en su preparación en conserva en Palermo. En 1841 alquiló todos los caladeros de atún, entonces un importante sector de actividad en Sicilia, en las Islas Egadas, iniciando lo que se convertiría en una de las actividades comerciales más lucrativas de la familia Florio. Los historiadores atribuyen a Vincenzo Florio la introducción en Sicilia del sistema de pesca con redes fijas y la conservación en aceite, incrementando así su riqueza comercial y financiera.
La Tonnara di Favignana fue fundada en 1859 por la familia Florio y estuvo en funcionamiento hasta 1977. Fue una de las pesquerías de atún más grandes del Mediterráneo. En 1874, Ignazio Florio Sr. compró la isla de Favignana y todo el archipiélago de las Islas Egadas para ampliar el negocio del atún iniciado por su padre. 

### Naviera

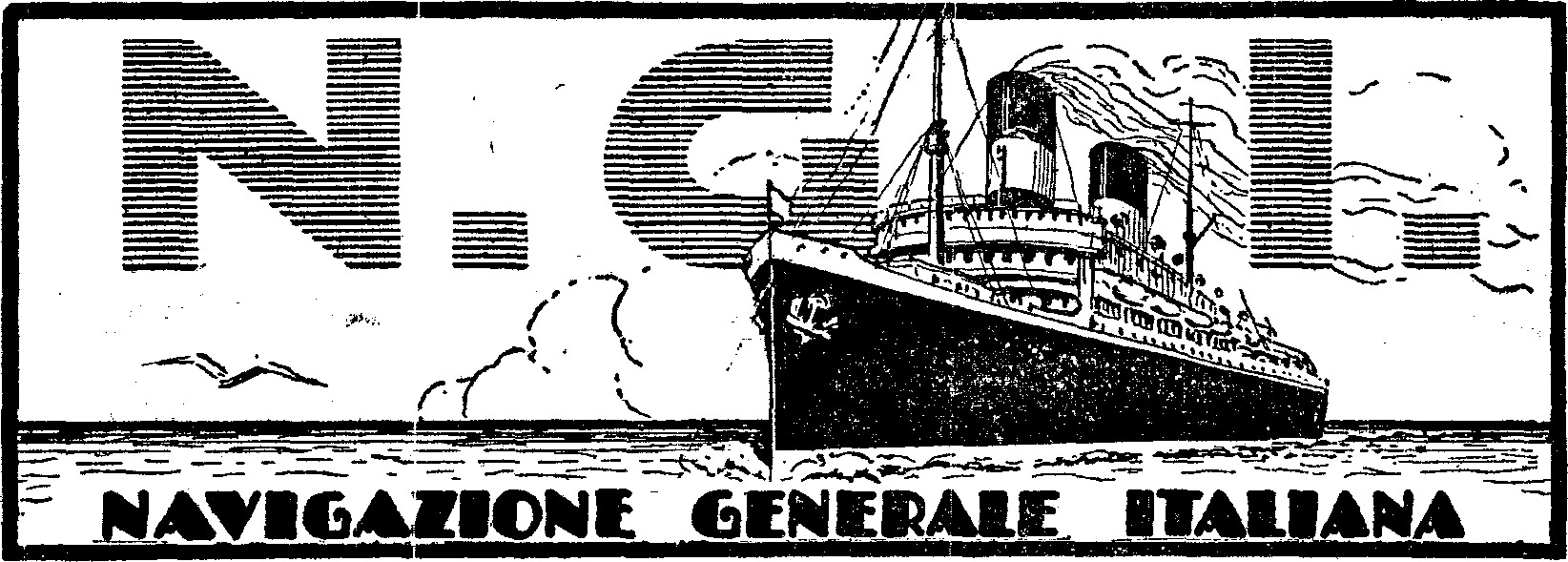
Logotipo de la Navegación General Italiana (1927).

En octubre de 1861, poco después de que Sicilia se incorporara al Reino de Italia, Vincenzo Florio Sr. fundó la Societa in Accomandita Piroscafi Postali-Ignazio & Vicenzo Florio (Florio Line) con una flota de nueve barcos de vapor. En 1881, Ignazio Florio Sr. se fusionó con la compañía Rubattino de Génova, dando origen a la Navigazione Generale Italiana (NGI), que explotaba una línea con la ciudad de Nueva York. La compañía también operaba con puertos del Mediterráneo y el Mar Negro, Canadá, India, Extremo Oriente y Sudamérica. En el momento de la fusión, Florio Line ya era una gran empresa con el monopolio del comercio en el Mediterráneo. The New York Times describió a los Florio como los "príncipes mercaderes de Europa". La Línea Florio aportó 50 barcos a la fusión, mientras que Rubattino contribuyó con 40.
El Cantiere navale di Palermo (Astillero de Palermo) en Palermo, Sicilia, fue fundado en 1897 por Ignazio Florio Jr., nieto de Vincenzo Florio. Las obras se prolongaron y Florio se vio obligado a vender su participación en el astillero a Attilio Odero en 1905, socio de Florio en NGI, propietario de Cantiere navale di Sestri Ponente y Cantiere della Foce en Génova, y socio de la acería de Terni.

### Periódico
El periódico L'Ora fue fundado por iniciativa de la familia Florio en Palermo. El primer número se publicó el 22 de abril de 1900. El propietario formal era Carlo Di Rudinì, hijo del ex primer ministro de Italia Antonio Di Rudinì, pero el principal accionista y financiador era Ignazio Florio Jr. La dirección política del periódico era generalmente republicana y progresista, representando a la clase media empresarial siciliana.

### Carreras de coches

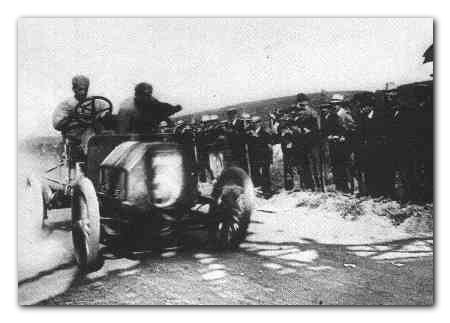
Alessandro Cagno lleva al Itala No3 a la victoria en la Targa Florio inaugural de 1906.

Vincenzo Florio Jr., apasionado de los automóviles, creó junto a Felice Nazzaro un auténtico equipo de carreras y organizó carreras que se hicieron famosas. Fue él quien inició la base financiera y los proyectos de ingeniería para la "Brescia Motor Week" en Brescia. Había terminado tercero en la edición de 1904 y financió generosamente la carrera de 1905, que pasó a llamarse Coppa Florio. Donó 50.000 liras y una copa para el ganador. 
En 1906 creó la Targa Florio o Giro de Sicilia, una de las carreras de coches de resistencia más antiguas del mundo. La primera Targa Florio cubrió 445 kilómetros a través de múltiples curvas cerradas en traicioneras carreteras de montaña donde frecuentemente se producían cambios severos en el clima y los corredores incluso se enfrentaban a bandidos y pastores iracundos. La carrera pasaba por muchos pueblos pequeños y los aficionados y curiosos se alineaban a lo largo de las carreteras sin protección alguna de los autos de carrera a toda velocidad. Fue suspendida en 1978 por problemas de seguridad. Hoy la carrera continúa con un circuito diferente como un evento de carreras menor.

## En la cultura popular
En 2019, Stefania Auci escribió una novela histórica sobre la familia, Los Florio de Sicilia (en italiano: I leoni di Sicilia), que fue un éxito de ventas sorpresa, vendiendo más de un millón de copias y siendo lanzada en 35 países. En 2021, lanzó una secuela, El triunfo de los leones (en italiano: L'inverno dei leoni). 
Se anunció una adaptación en serie de streaming de la novela de Auci titulada Los leones de Sicilia en 2022; producida por Disney+ y dirigida por Paolo Genovese, está protagonizada por Michele Riondino, Miriam Leone, Donatella Finocchiaro y Vinicio Marchioni . 